# Bledi vár
A bledi vár és környéke Szlovénia ikonikus eleme, természeti és történelmi szempontból is a legismertebb és leglátogatottabb turisztikai látványosságok egyike, mely látható szinte minden szlovén brosúrában.
Az első írásos említés róla már egy 1011-ben kelt dokumentumban megtalálható, így hivatalosan is Szlovénia legrégebbi vára, melyet több mint ezer éve építettek.

## Fekvése
Szlovéniában, a fővárostól, Ljubljanától északnyugatra, a Triglavi Nemzeti Park szélén található, a Júliai-Alpok kapujában, a Bledi-tó partján magasodó, több mint száz méter magas sziklák tetején, Bled városa mellett.

## Tulajdonosai
A vár építésének hiteles időpontja nem ismert.
Régészeti leletek bizonysága szerint már a kereszténység előtt is volt a Bled-tó fölötti sziklán település, és az is biztos, hogy 1004-ben már vár is állt ott.
A lovagvárat a Windischgrätz hercegek építtették egy római korból származó őrtorony helyén.
A legkorábbi írásos említés egy 1011-es adománylevélben van, melyben II. Henrik német-római császár a brixeni püspökségnek adományozta a bledi uradalmat.
Az adománylevélben a király átengedte az akkor még Veldes néven ismert vár tulajdonjogát Albuin püspöknek, az ortodox papság iránti hálája jeléül, akik segítettek megerősíteni a német uralmat ezen területek fölött. Ebben az időben még csupán egy római stílusú torony állt a szikla tetején. Ezen a helyen épült meg később a középkori kastély.
A brixeni hercegpüspökök uralták a kastélyt több mint 200 éven át, de sosem laktak a kastély falai közt és látogatni is ritkán látogatták azt. A 300 km-es út Brixenből a kastélyhoz körülbelül 6 napot vett igénybe, ezalatt négyszer kellett lovakat cserélni, az út völgyeken át vezetett, ahol sok veszély leselkedett az utazókra. A vár ezért nem tartalmaz díszesebb szobákat, mindig a védelmi rendszer kiépítése volt a fő cél.
A középkori szokásokhoz hűen a brixeni püspökök átengedték a kastélyt a helyi várnagyoknak, akiket a helyi nemesség köréből neveztek ki.
1278 augusztusában Carniola történelmi tartomány (amelyhez Bled is tartozott) I. Rudolf, a Habsburg-ház alapítójának uralma alá került. A Habsburgok egészen a 20. század elejéig birtokolták a várat, egyetlen rövid periódust leszámítva a napóleoni háborúk során, amikor Carniolát az újonnan alapított Illír Királyságba olvasztották be. A Habsburgok uralma idején a kastély bérbeadásának hagyománya folytatódott, leginkább a földek használata miatt, vagy a helyi nemesség érdekei szerint. 
A vár első bérlője Konrad von Kraig volt. Ő és családja közel 200 éven át volt az építmény birtokosa. A Kraig család (valamint rokonaik, a Thurnok) után Herbard Auersperg kapta a várat. 
Auersperg uralma alatt Bled protestáns erőd volt, ahová 1561 júniusában érkezett Primož Trubar reformer, az első szlovén nyelven nyomtatott könyv szerzője, valamint a szlovén protestáns mozgalom vezetője.
A késő középkorban további tornyokat építettek, árkokkal (befedték, ma már nem látható), lánchíddal látták el az erődítményt,
és tovább erősítették a védelmi rendszert, mely mindig is a fő cél volt a vár életében.
A várra kettős struktúra jellemző. A központi megerősített rész volt a földesuraké, a külső rész az épületekkel és a várfallal pedig a szolgáké.
A 18. században nemesek uralták a kastélyt, később azonban a tulajdonosok között középosztálybelieket és burzsoákat is találunk. 1803-ban, a francia hatalomátvételt követően a kastélyt államosították és az Illír Királysághoz került, ahonnét egészen 1838-ig nem is került vissza előző tulajdonosaihoz, Brixen püspökeihez.
A gyakori tulajdonosváltás miatt, amely eddig az időszakig jellemző volt, gyakorlatilag semmi nem maradt a nagy történelmi értéket képviselő berendezésből, bútorzatból. Ezen felül a robot (feudális ingyenmunka) törvényben kimondott eltörlése után az erőd fenntartása lehetetlenné vált, ezért 1848-ben eladták azt egy kohászati üzem vezetőjének, Victor Ruard-nak, a jesenicei vasmű tulajdonosának, aki pár évtized múlva túl is adott rajta. 
1882-ben a vár és a környező földek ismét gazdát cseréltek. Adolf Muhr, egy gazdag kereskedő lett a tulajdonosa. 
1918-ban Ivan Kenda, egy helyi hotel tulajdonosa vásárolta meg a várat (ekkor került először szlovén tulajdonba), valamint a szigetet a közeli tavon, hogy hotelt alakítson ki. Sajnos a tervei nem váltak valóra, adósságai miatt 1937-ben az Egyesült Gazdasági Bank elkobozta a bledi kastélyt, amelyet új tulajdonosnak adott el. 
A második világháborúban a vár a megszálló nácik katonai főhadiszállása volt, a világháború befejeződése után pedig állami tulajdonba került.

## Felújításai
Az 1511-es földrengés, valamint az 1515-ös parasztfelkelés alkalmával a lovagbérlők adói és az igazságszolgáltatásban alkalmazott módszereik ellen fellázadó parasztok rongálásai során keletkezett károkat Herbard Auersperg várbérlő fizette ki, akinek szándékában állt családja számára megvásárolni a várat.
1947-ben tűz ütött ki a várban, amely elpusztította a tetőt majdnem teljesen és a felső szinten lévő szobák egy részét. Néhány évvel később, 1951-ben felújítási munkálatok kezdődtek a Szlovén Nemzeti Múzeum irányításával, Tone Bitenc építészetmérnök (Jože Plečnik híres szlovén építész tanítványa) vezetésével, mely 10 évig, 1961-ig tartott. Renoválták és újraépítették a megrongálódott épületrészeket, a vár modernebb lett, valamint régészeti feltárásokat is végeztek ekkor.
2008-ban a Bledi Kulturális Intézet felújította a történelmi belső részt, valamint a kastély azon részét, ahol a múzeum található.

## Megközelíthetősége
Ljubljana központjától autóval körülbelül 45 perc alatt, a repülőtértől 30 perc alatt, vonattal két óra alatt lehet elérni a Bledi-tavat. Rendszeresen közlekednek autóbuszok is, melyekkel körülbelül egy óra a menetidő. A várba autóval, vagy taxival néhány perc alatt fel lehet jutni (a parkolót ingyenesen igénybe lehet venni, turistabuszok is használhatják), de a szép kilátás miatt érdemes az 1 km hosszú emelkedőt gyalog megtenni.

## A bledi vár napjainkban
Az egykor a törökök elleni védelemként épült objektum ma már turista zarándokhely, melyet közel kétszázezren látogatnak évente.
A tótól erdei sétaösvény vezet fel a várba,  
majd a lőréses, címeres várkapu macskaköves útján érkezik a látogató a belső részbe.
Sok bérlőjének és tulajdonosának, kalandos történetének köszönhetően a vár mára kialakult formája elég változatos. A többszöri bővítése, hozzáépítése miatt kicsit talán kaotikusnak tűnik, de sokak szerint éppen ez adja különleges hangulatát.
A késő középkorban további tornyokat építettek a várhoz, a védelmi rendszert is tovább bővítették.
A vár körül piros cseréptetős, hengeres és négyzet alaprajzú tornyokkal tűzdelt kötőgát fut, mely a 16. században épült. Fa felvonóhídon lehet a kétszintes udvarra jutni, amelynek alsó részén szökőkút, felső részén gótikus kápolna található. A felső részen lévő lakóépületek a 18. századból származnak. 
A vár védőövének kúp alakú cseréptetővel fedett díszes tornyai kőből épültek. A kötőgátakon még ma is láthatóak a védekezést szolgáló nyílások és a fedett gyilokjárók.
Piros-sárga mintás spalettás ablakai vannak, falai román stílusúak, fehér színűek, de az épület egésze inkább reneszánsz jegyeket hordoz. 
A vár kétszintes, két belső udvarral rendelkezik, melyeket lépcsőház köt össze.

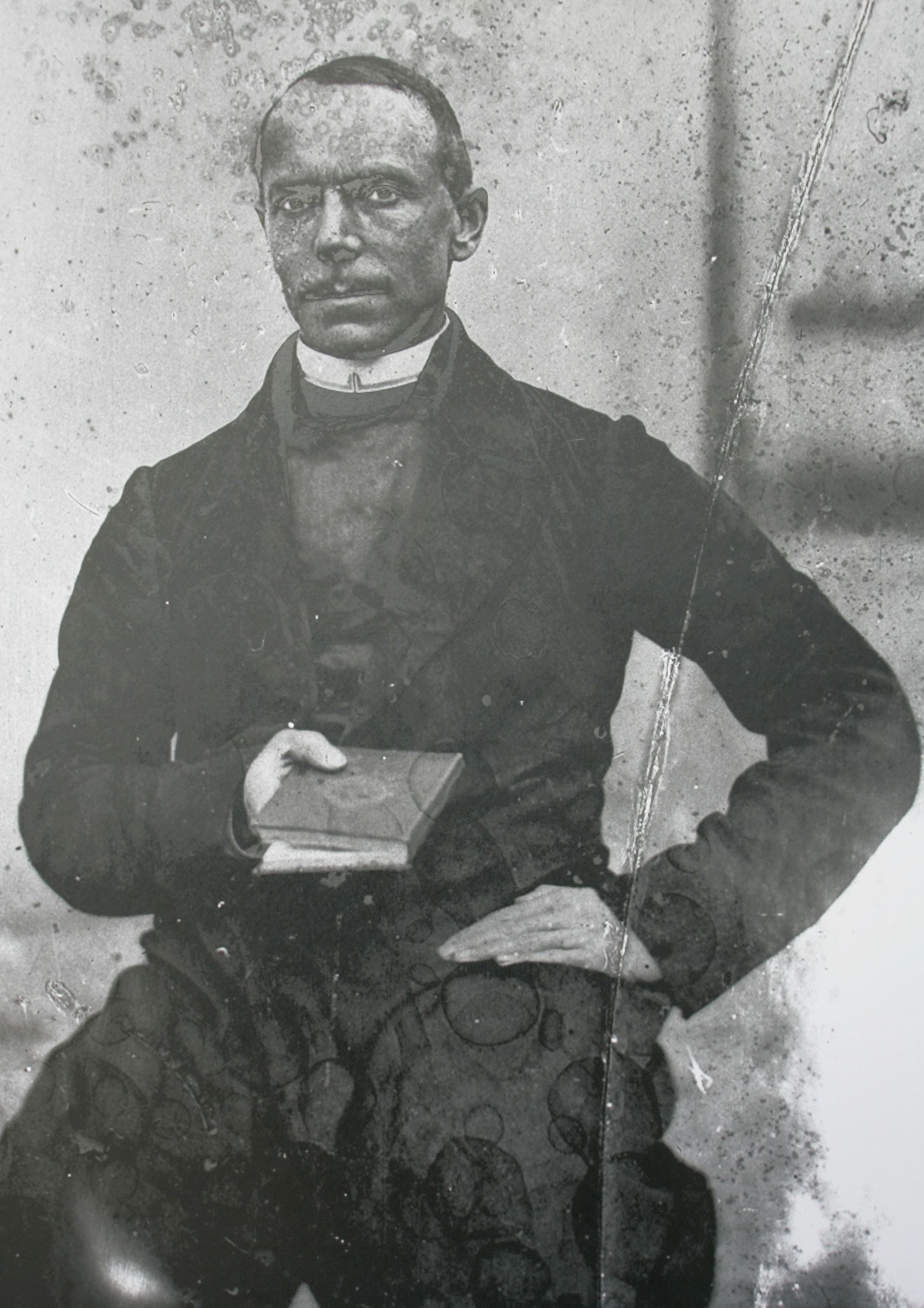
Johann Pucher

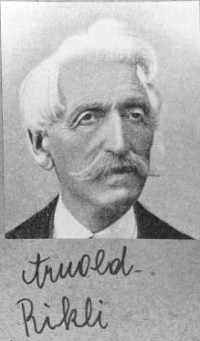
Arnold Rikli

Az alsó udvarban a személyzet lakásai és a gazdasági épületek, a felső, megerősített részben a földesuraknak fenntartott helyiségek voltak. 
Az alsóvárban, az egykori őrség épületében található egy kőzetbe faragott, 12 méter mély kút. A méhészet a szlovén kultúra része, ezért Kastélykaptár üzlet is található, ahol szlovén mézet, méztermékeket, méhészeti ajándéktárgyakat lehet vásárolni.
Egy Johann Augustin Pucher- (az üveglapra fotózás feltalálója) és Arnold Rikli-emlékszoba is megtekinthető.
Dr. Arnold Rikli svájci orvosnak köszönhetően Bled híres egészségügyi központtá vált. Az orvos a bledi gyógyvíz hatására maga is meggyógyult, 1852-ben megszerezte a bledi fürdő bérleti jogát, ezt követően fel is újította azt. Vendégházakat is építtetett a régiek mellé, ezzel létrehozta a mai Bled és a település turizmusának alapjait. 1856-ban természetgyógyászati intézményeket nyitott, melyeket 50 évig vezetett is. 
Kiállítási tárgyként megtekinthető az a fürdőkád is, amiben az orvos a betegeit kezelte. 
A 10 éves felújítás alatt létrejött egy nyomda is, melyben egy fából készült Gutenberg korabeli nyomdagép másolata látható működés közben is, valamint egy ősi borospince, ahol szlovén borok kóstolhatóak és vásárolhatóak meg. 
A várban van füvészkert és gyógynövény-galéria is.
Étterem és kávézó is működik. Az étterem minden nap délelőtt 11 és este 10 között van nyitva, de előzetes foglalás szükséges a nagy látogatottság miatt. Étlapján a szezonális ételeken kívül a hagyományos felső-krajnai ételek is megtalálhatóak.
A kávézó reggel 8 és este 8 között van nyitva. Borkülönlegességek is kaphatóak itt, valamint az idelátogatók megkóstolhatják a város híres, különleges édességét, a bledi krémest is. 
A teraszról gyönyörű kilátás nyílik a Bledi-tóra, a közepén lévő kis szigetre (mely Szlovénia egyetlen szigete), a szigeten lévő templomra, a környező hegyekre és növényvilágra.
A felső udvarban lévő múzeumban, ami szervezetileg Szlovénia Nemzeti Múzeumának a részét képezi, Bled történelmét ismerhetik meg a látogatók és a felújítások eredményeit is nyomon követhetik.
Itt található a vár legszebbnek tartott része, a 16. században épült kis késő gótikus stílusú kápolna, melyet Szent Albuin és Szent Ingenium püspöknek szenteltek. Az 1690-es földrengés után kicsit kibővítették, felújították, korai barokk oltárokkal és barokk művészi festményekkel látták el. Az oltár melletti freskók II. Henrik adományozót és feleségét, Kunigundát ábrázolják.
A felsővárból tiszta időben a Triglav csúcsa is látható.
A várban sok részből álló interaktív kiállítás látogatható, valamint számos kulturális rendezvénynek is otthont ad. 
16–18. századi fegyvergyűjtemény, lovagi páncélok, ékszerek is láthatóak, vetítésen pedig a Bledi-tó kialakulása és a Bécs–Trieszt vasútvonal építése. Ez utóbbi azért jelentős, mert így már nem csak szekérrel vagy hintóval lehetett eljutni a gyógyfürdő helyre, hanem vasúton is. 
A szobákban a régen fűtésre használt cserépkályhák, korabeli bútorok, használati tárgyak, bábukon a régi öltözékek, ékszerek, régészeti leletek láthatóak. A több mint 400 kiállított tárgy egy része nem eredeti, de szemléltetik az adott kor életmódját és szokásait.
Nyáron sokféle programmal várják az idelátogató turistákat, íjászversenyekkel, klasszikus zenei koncertekkel, az esküvőket színtársulati tagok tartják korhű jelmezekben.

## Képgaléria

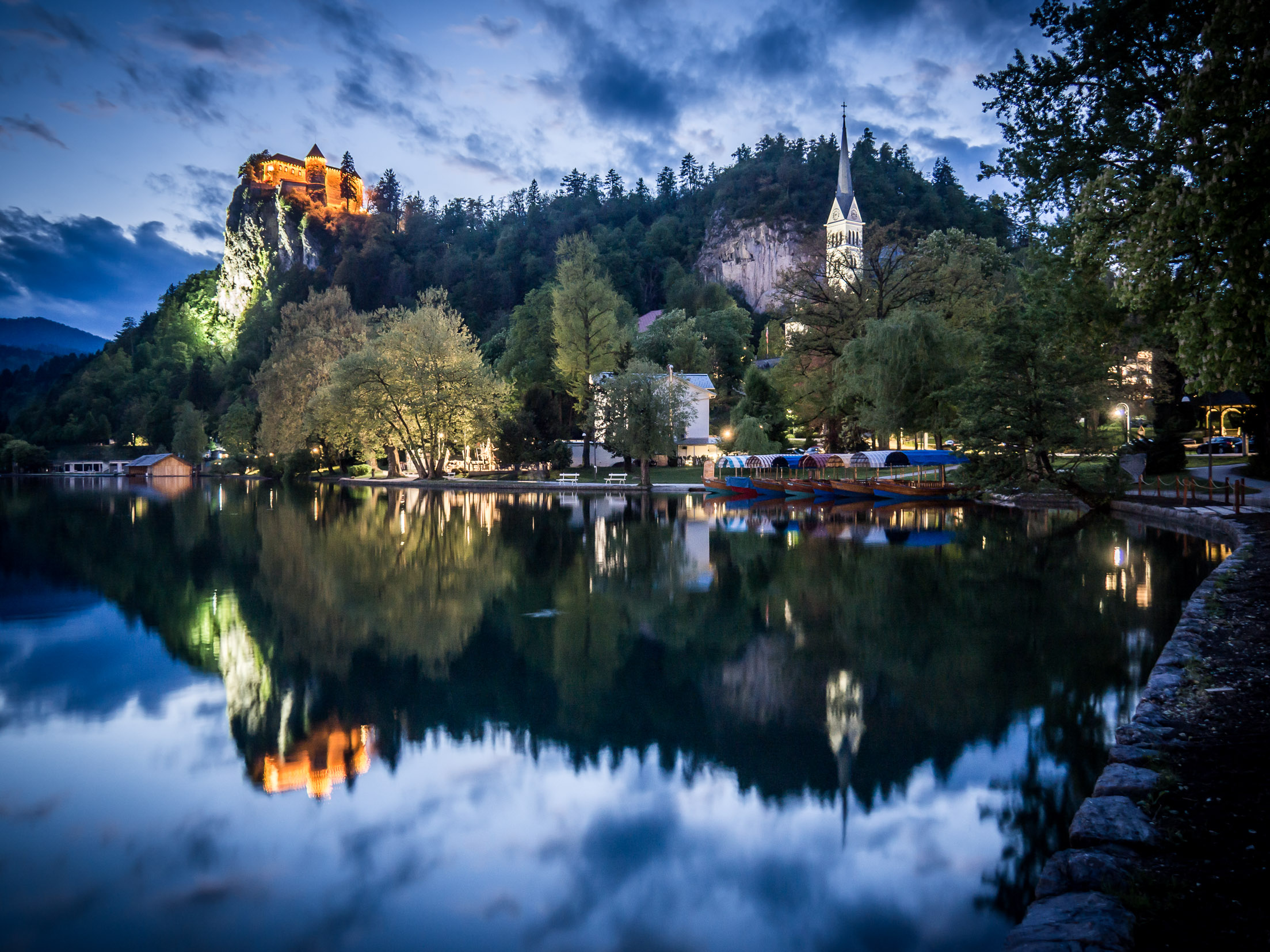
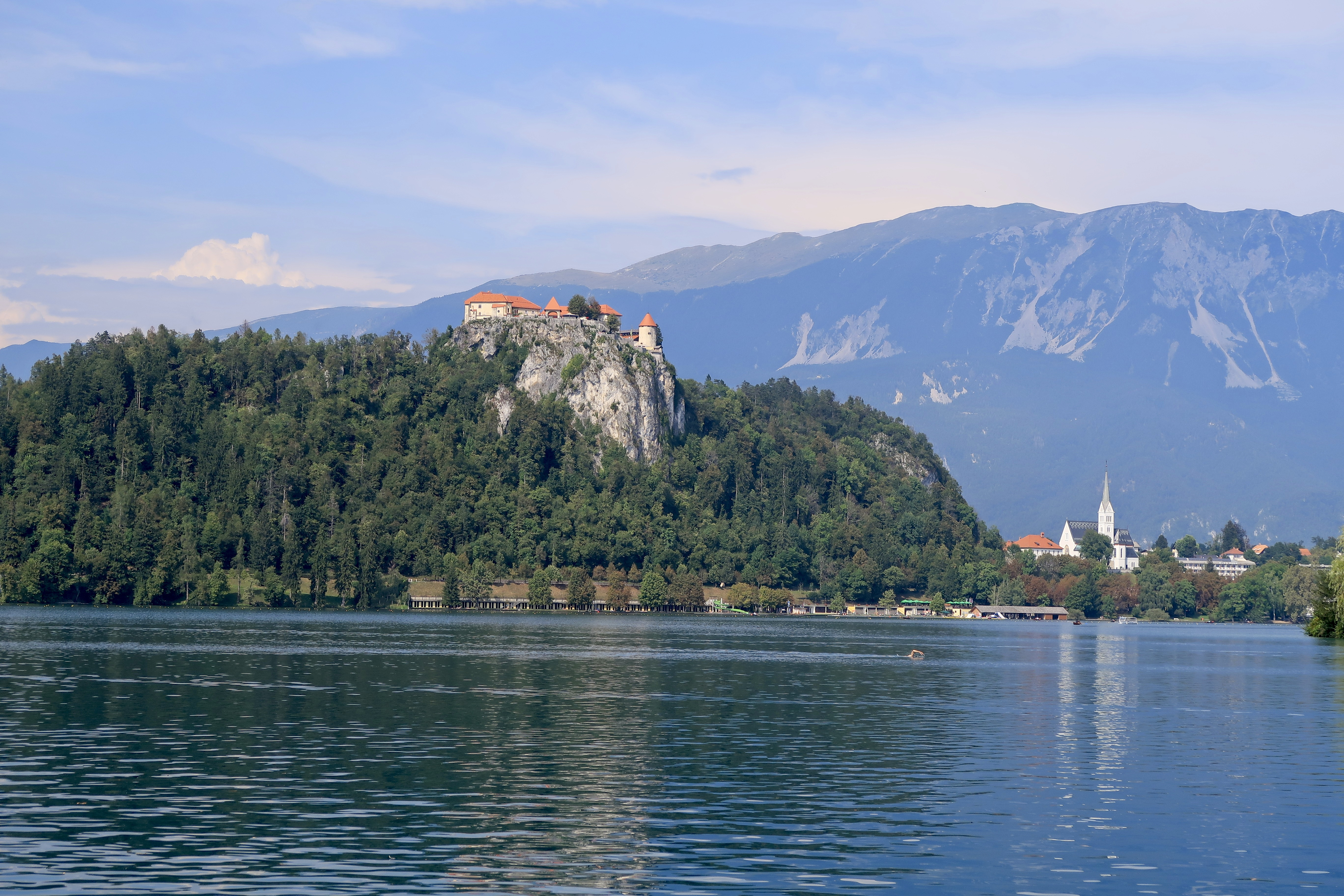
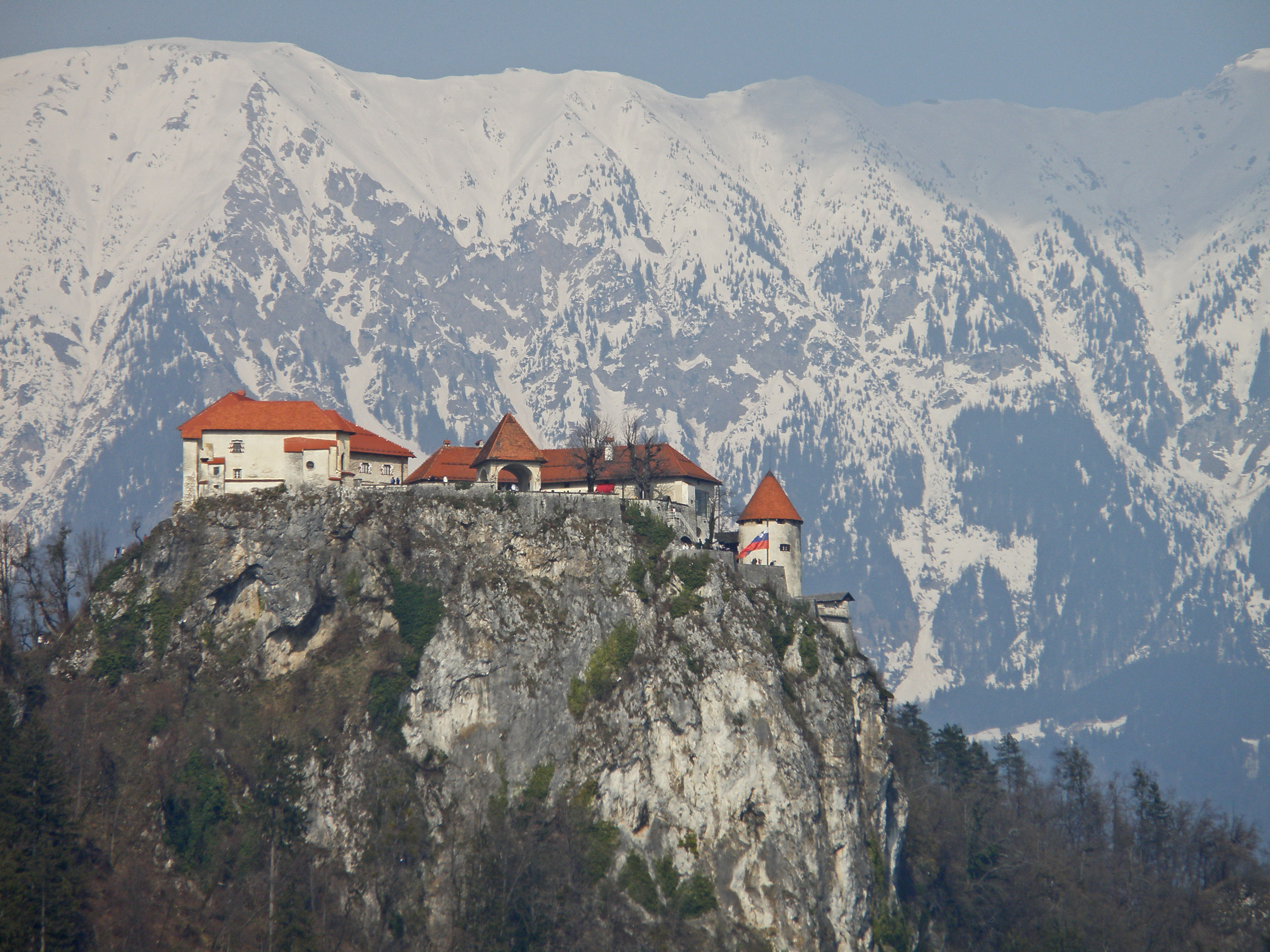
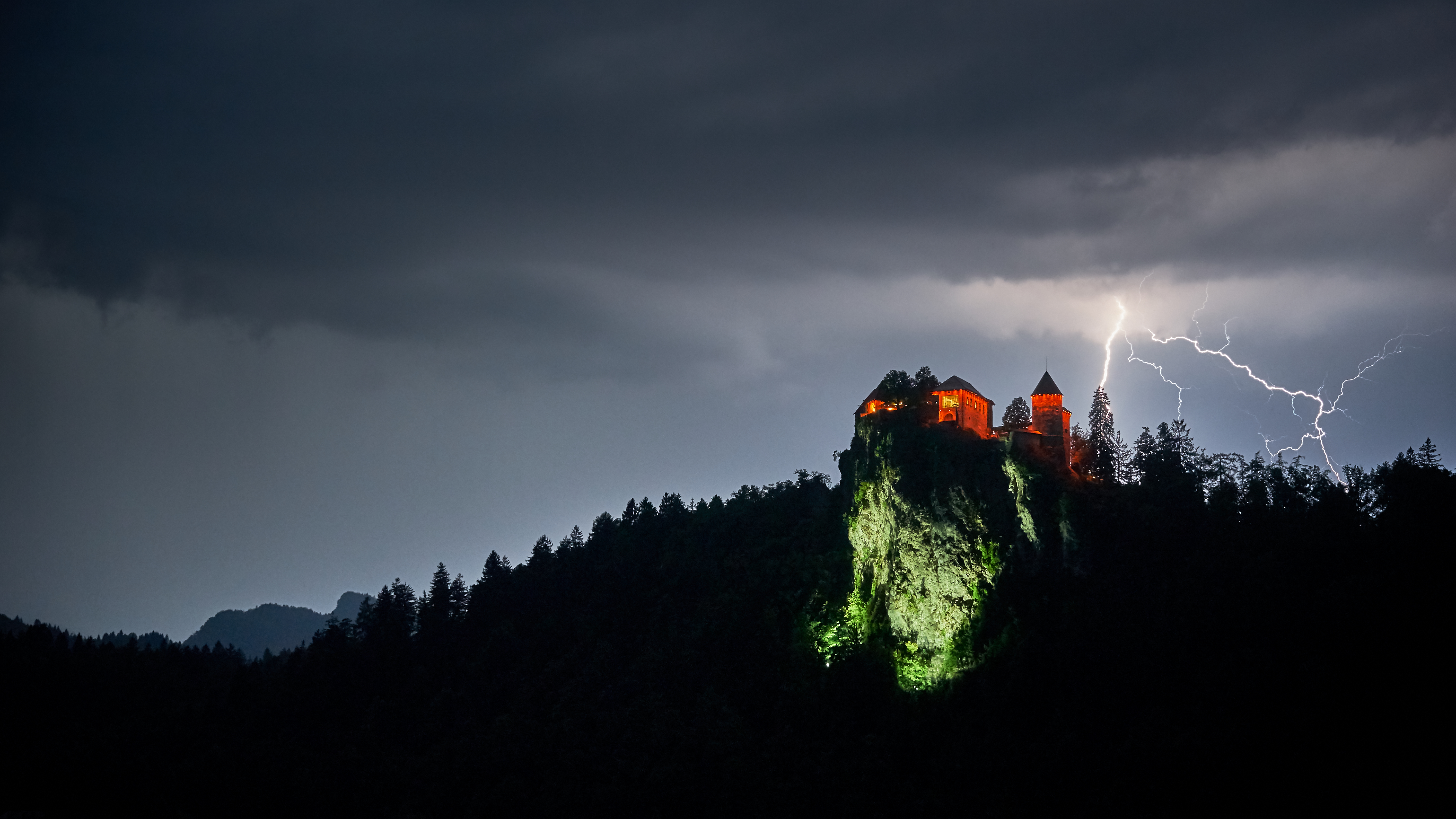
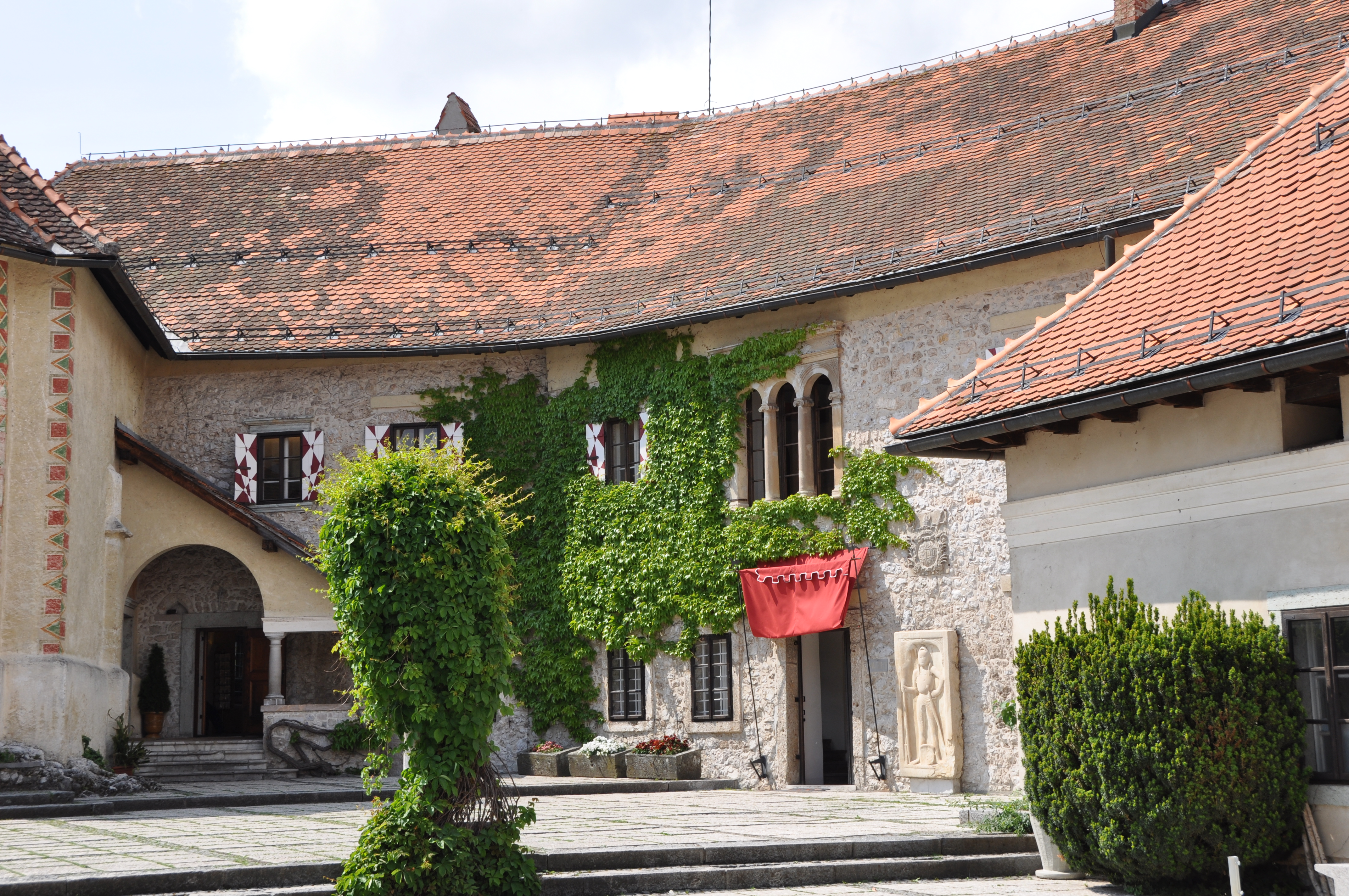
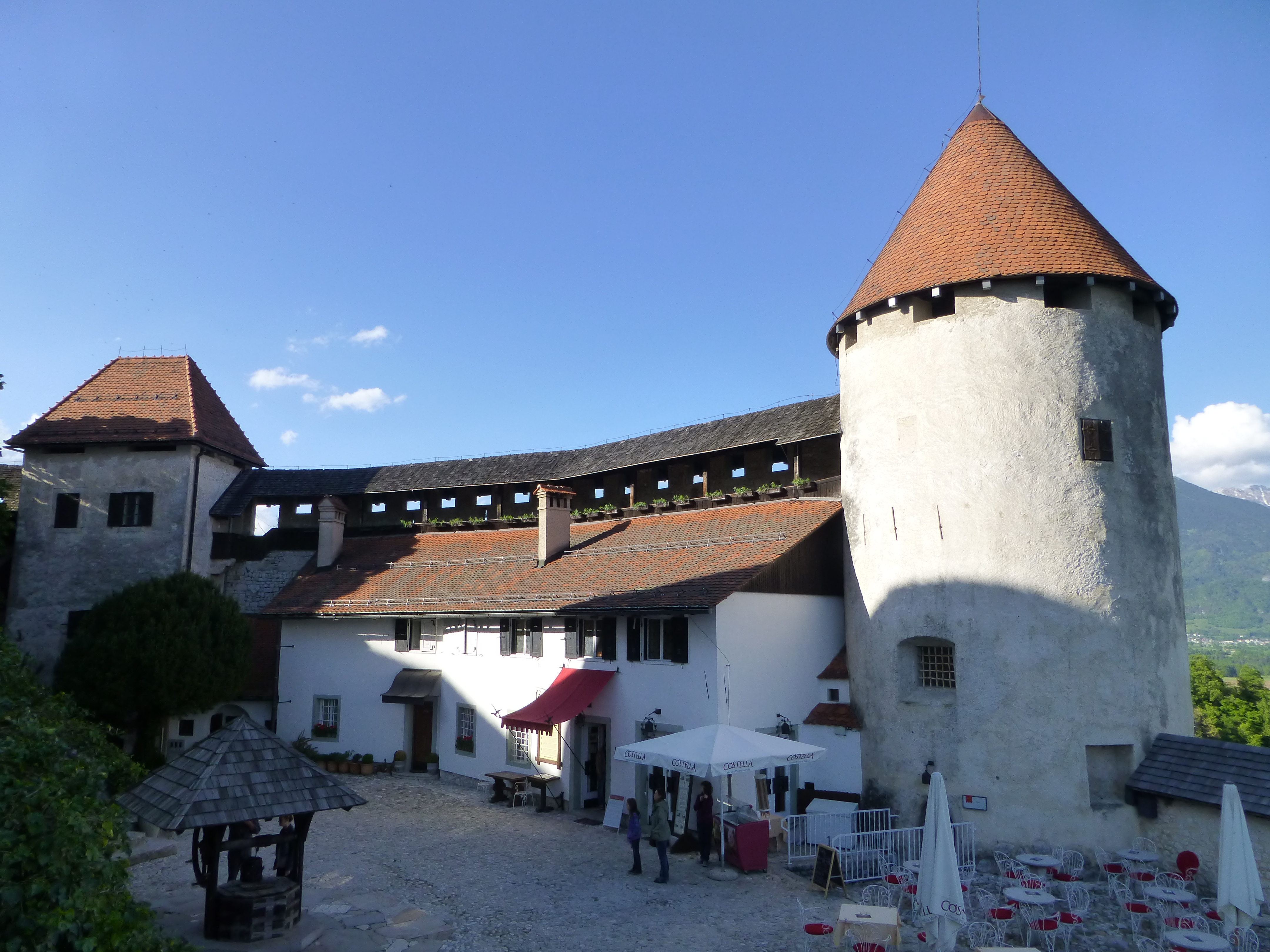
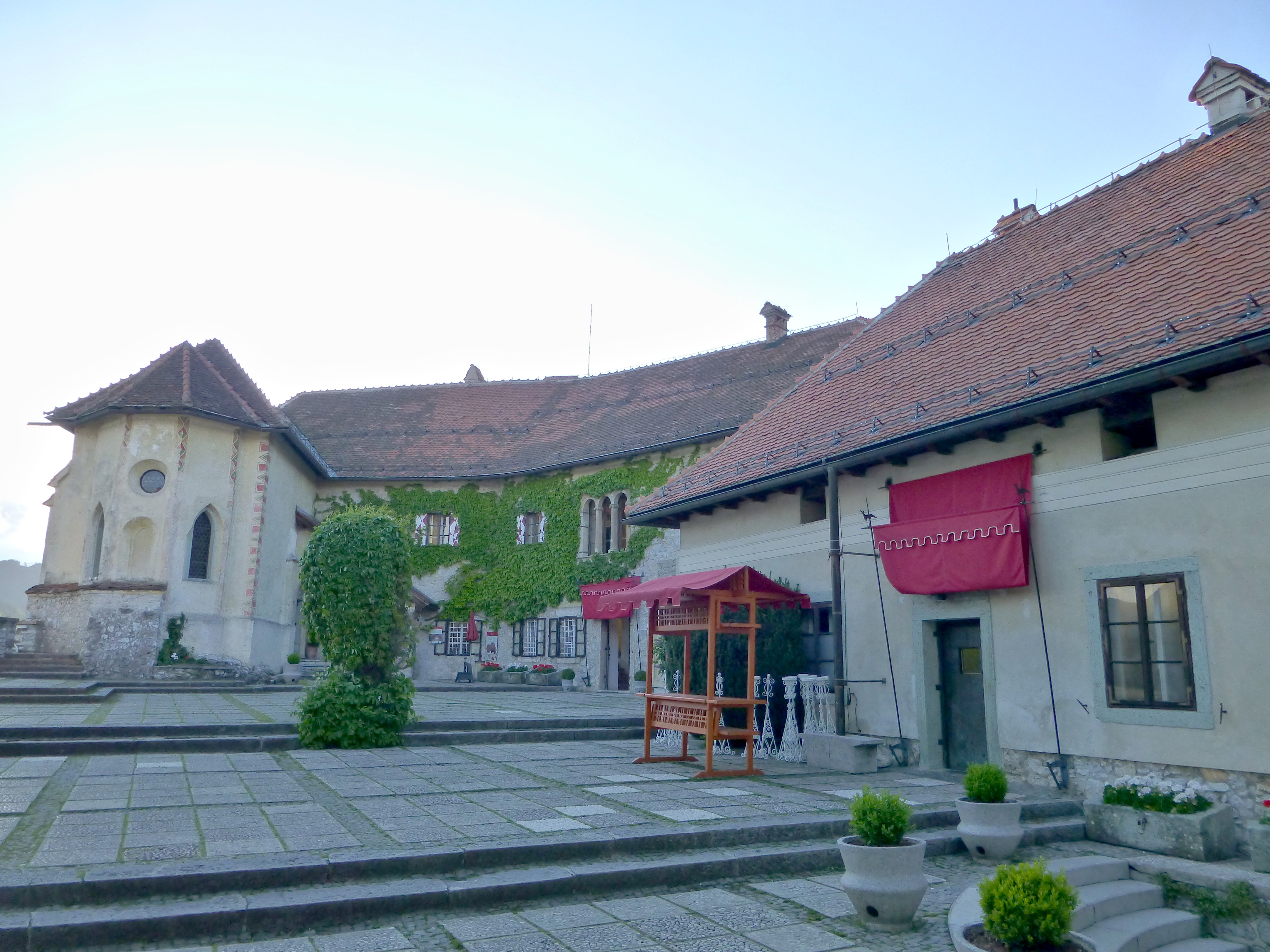
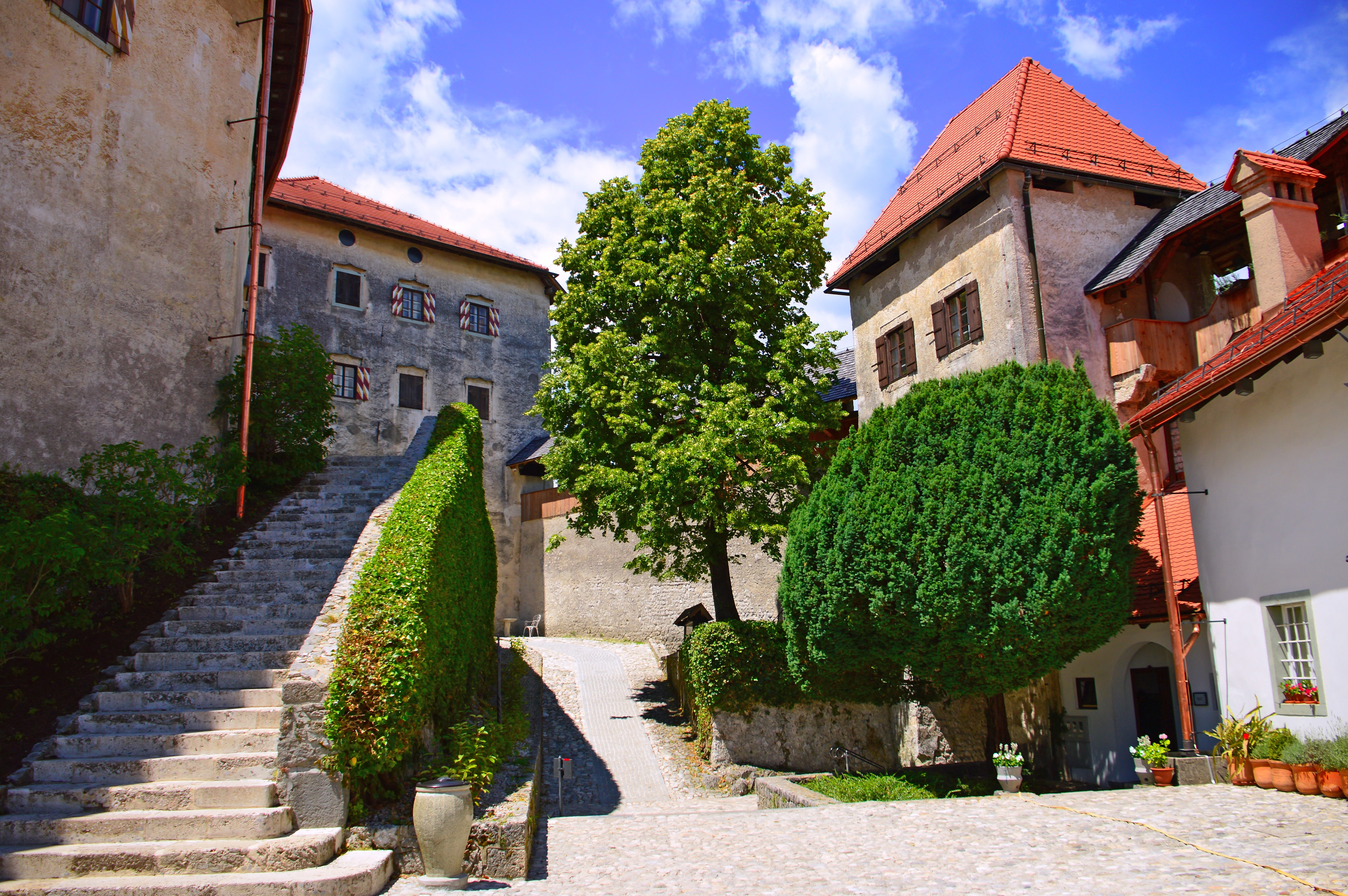
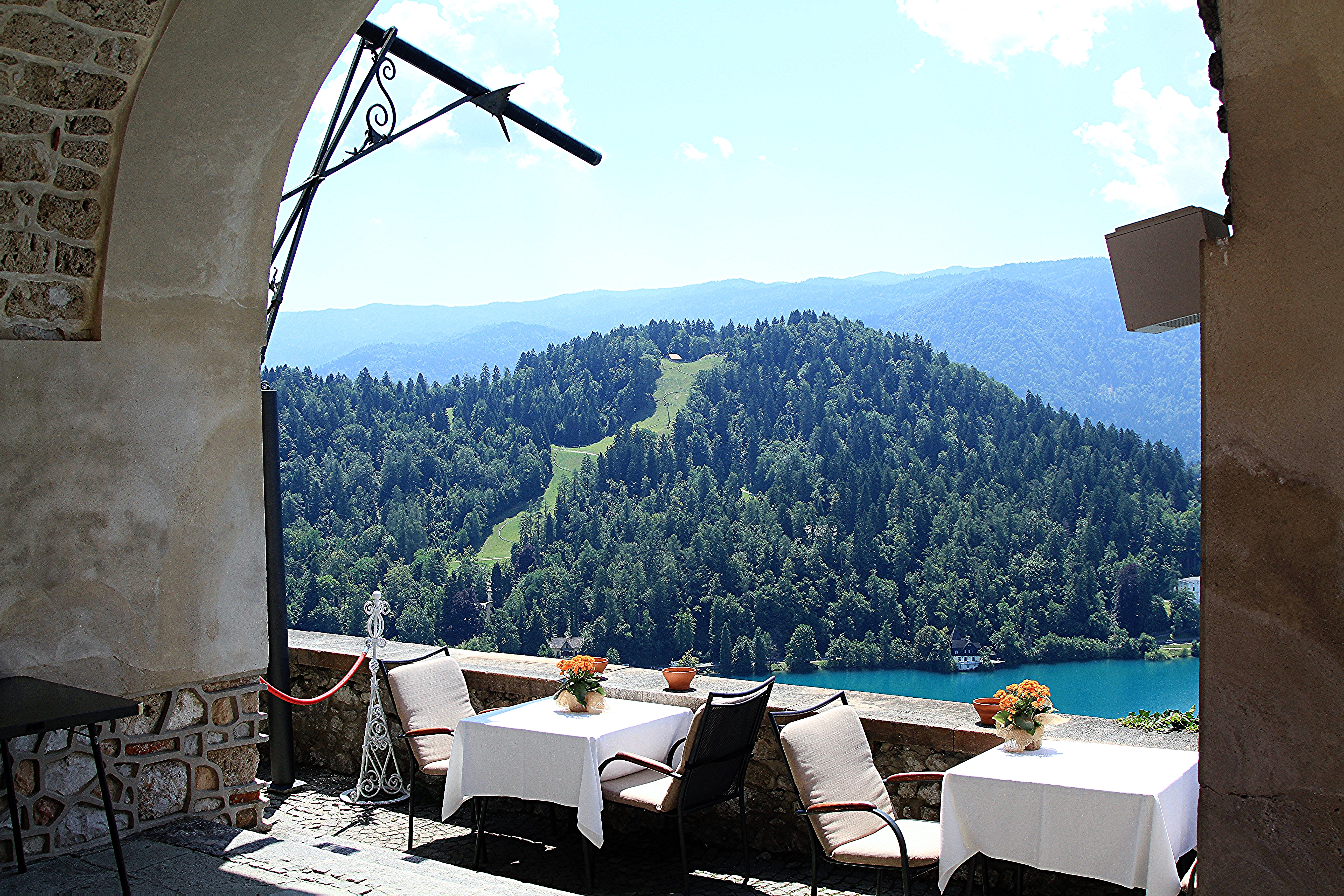
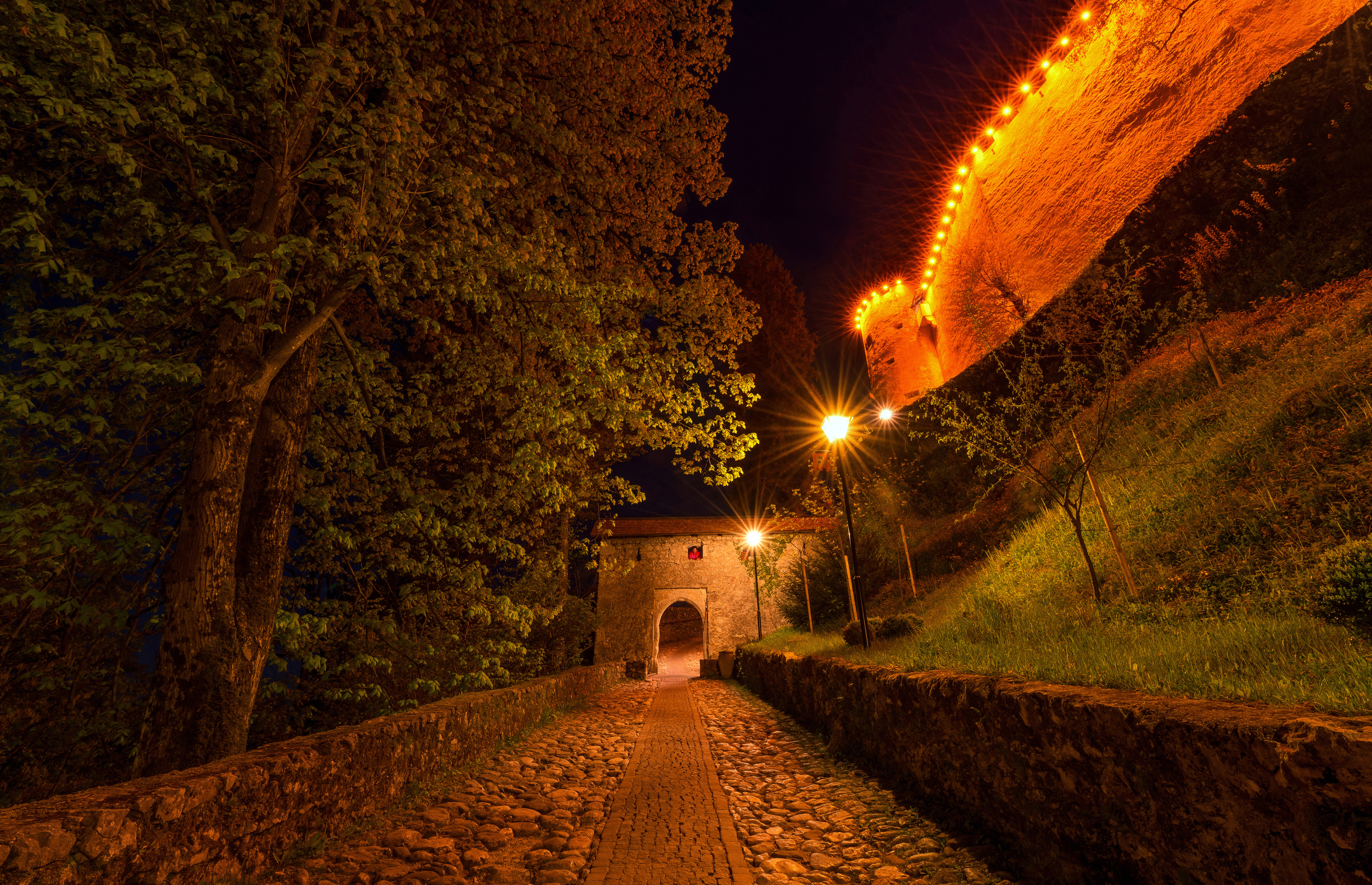
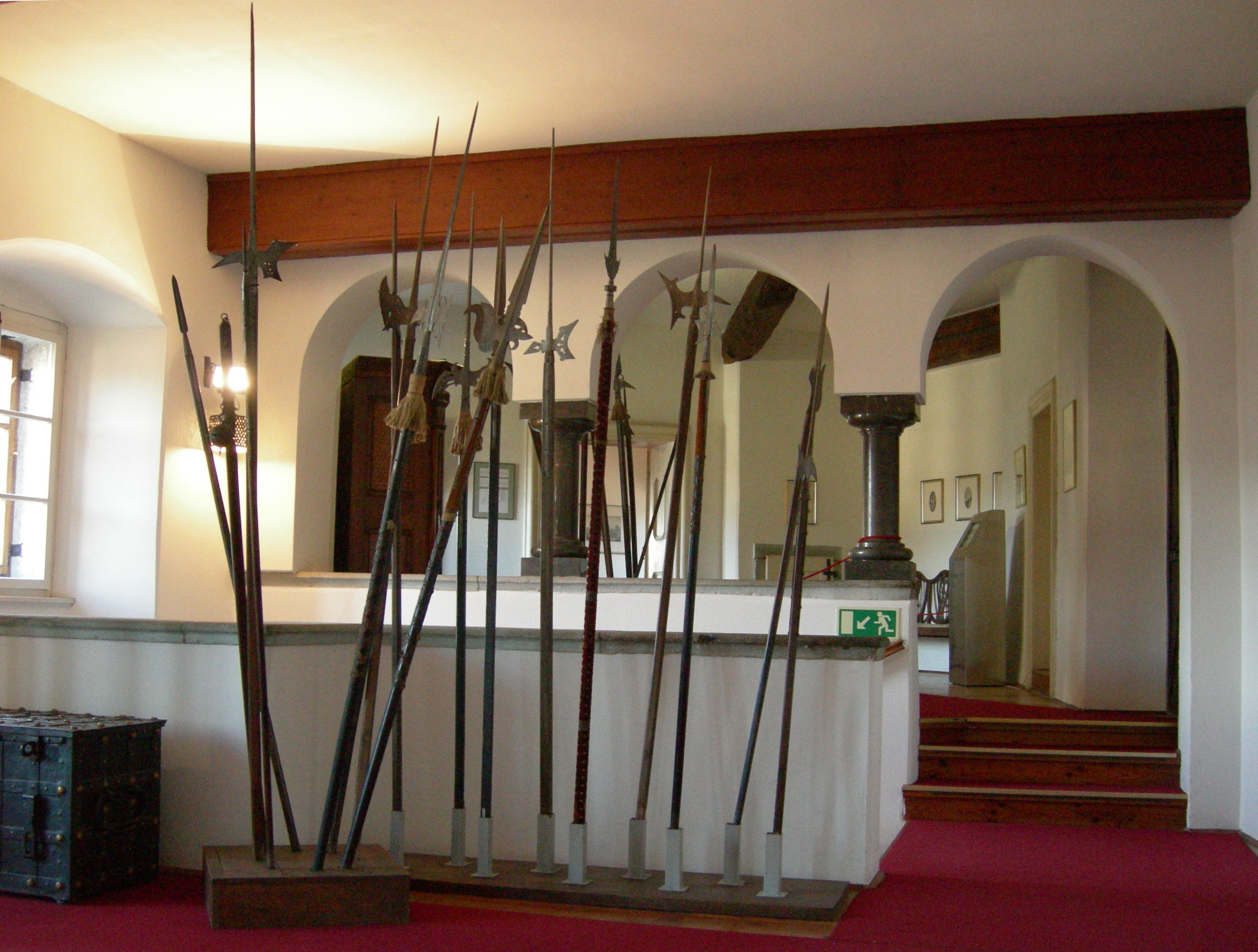
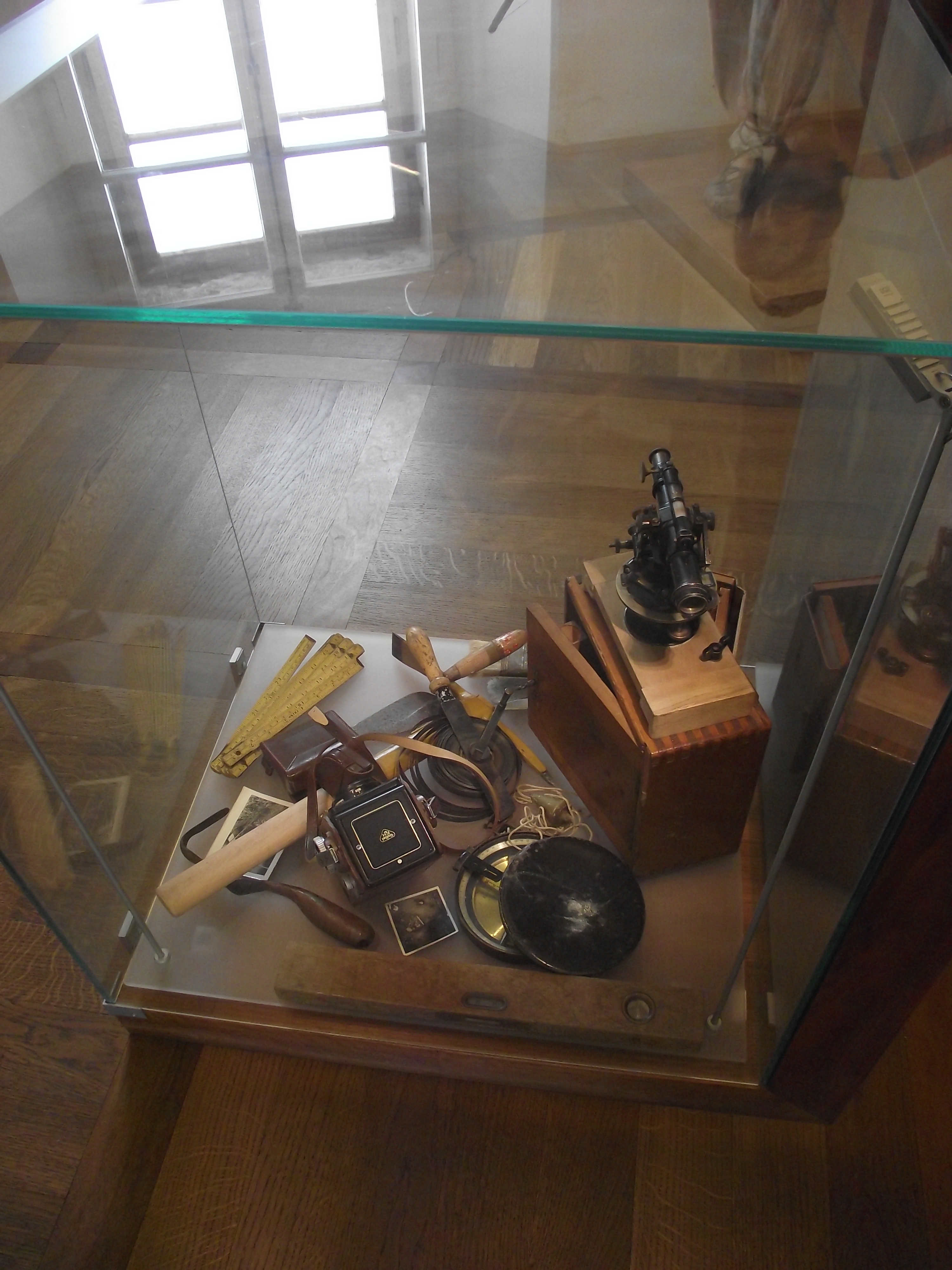
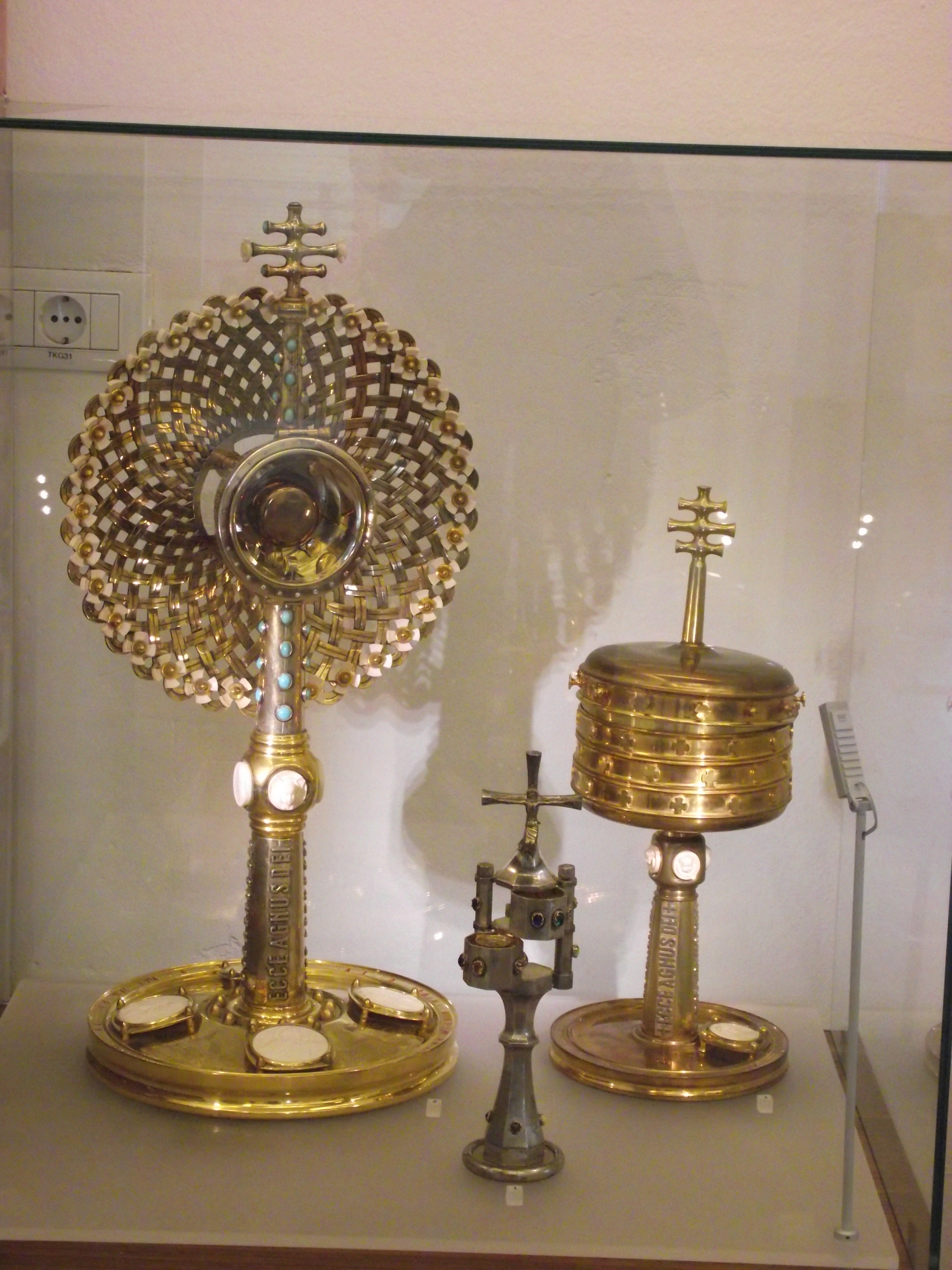
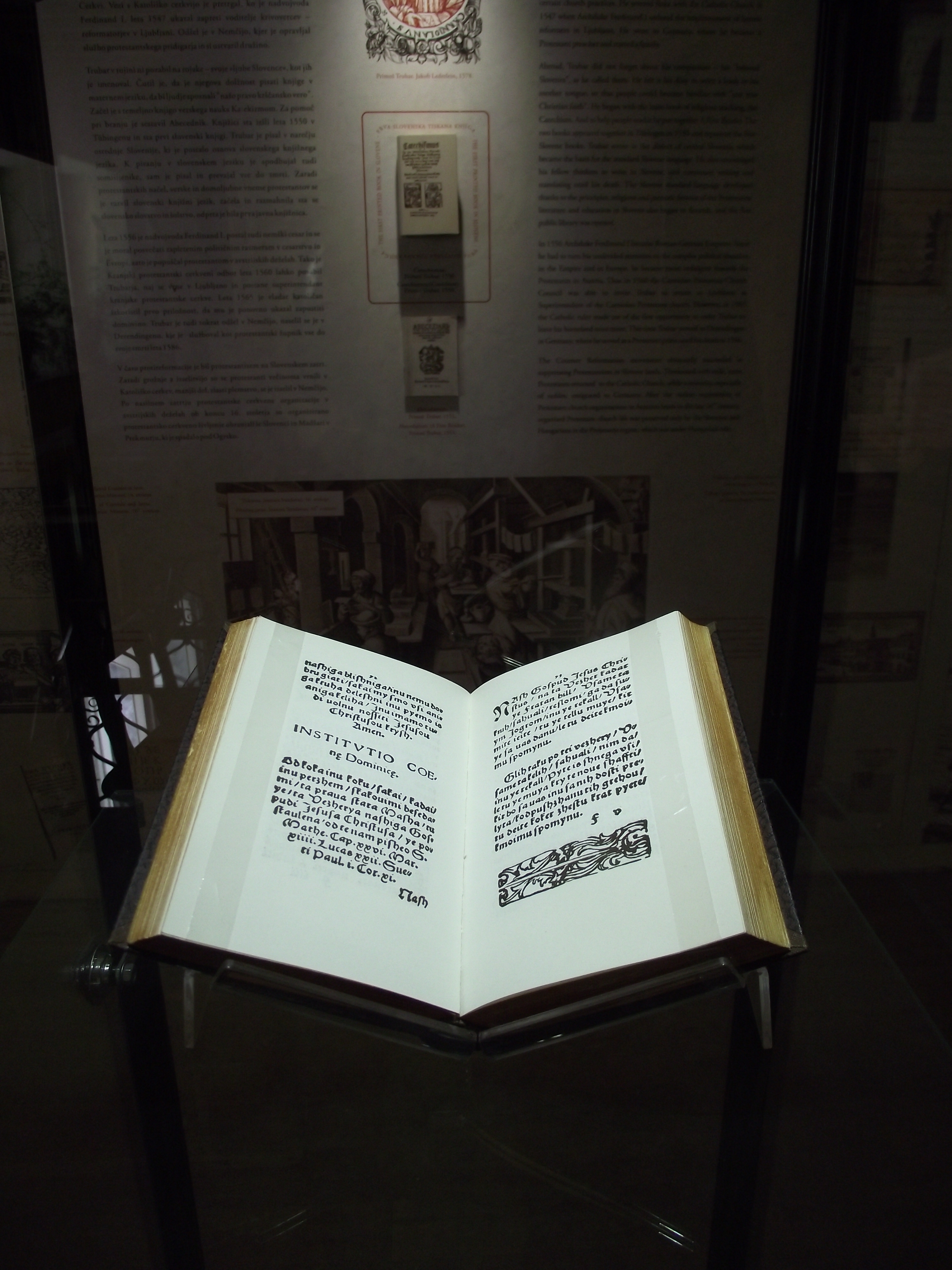
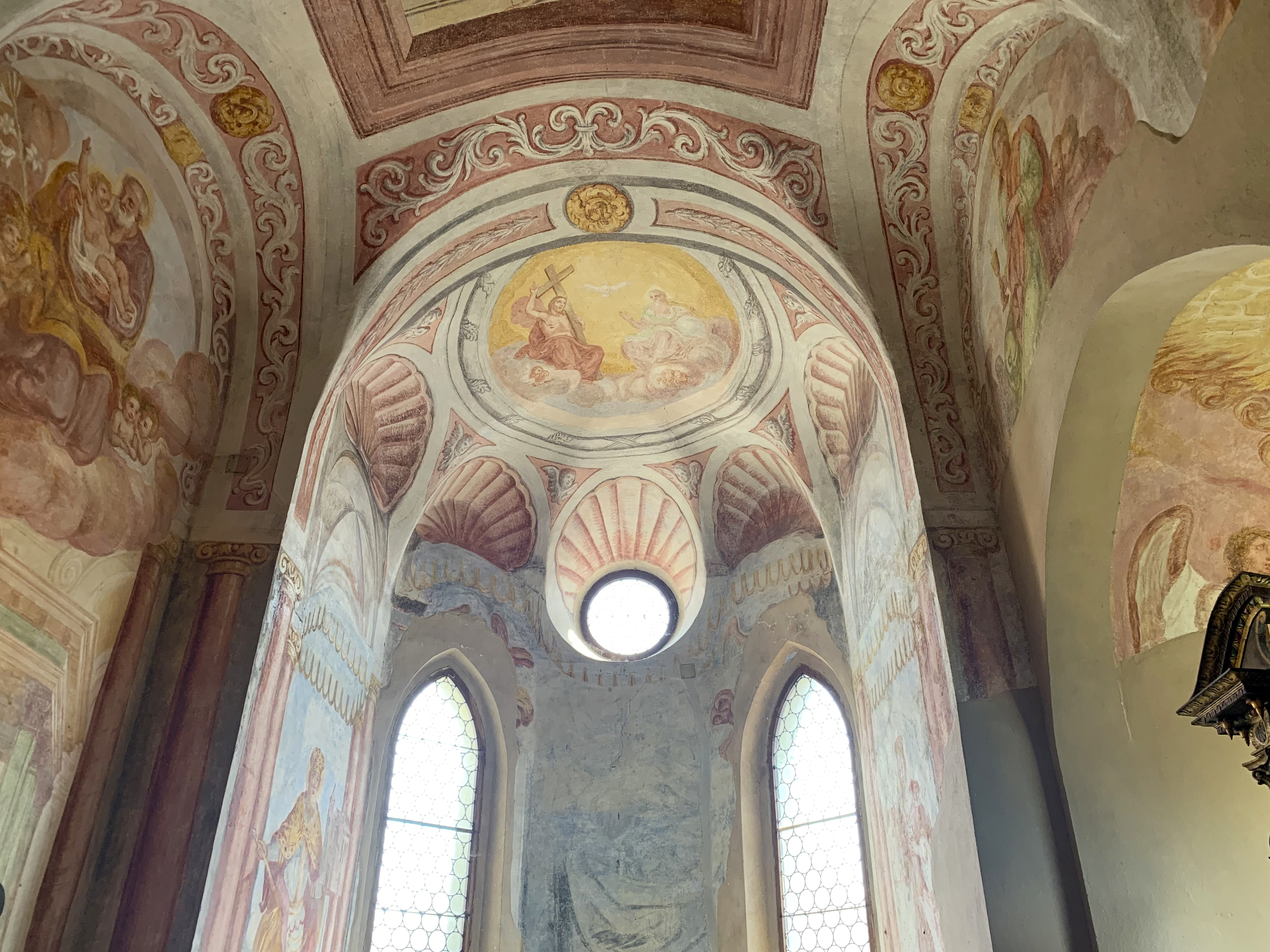
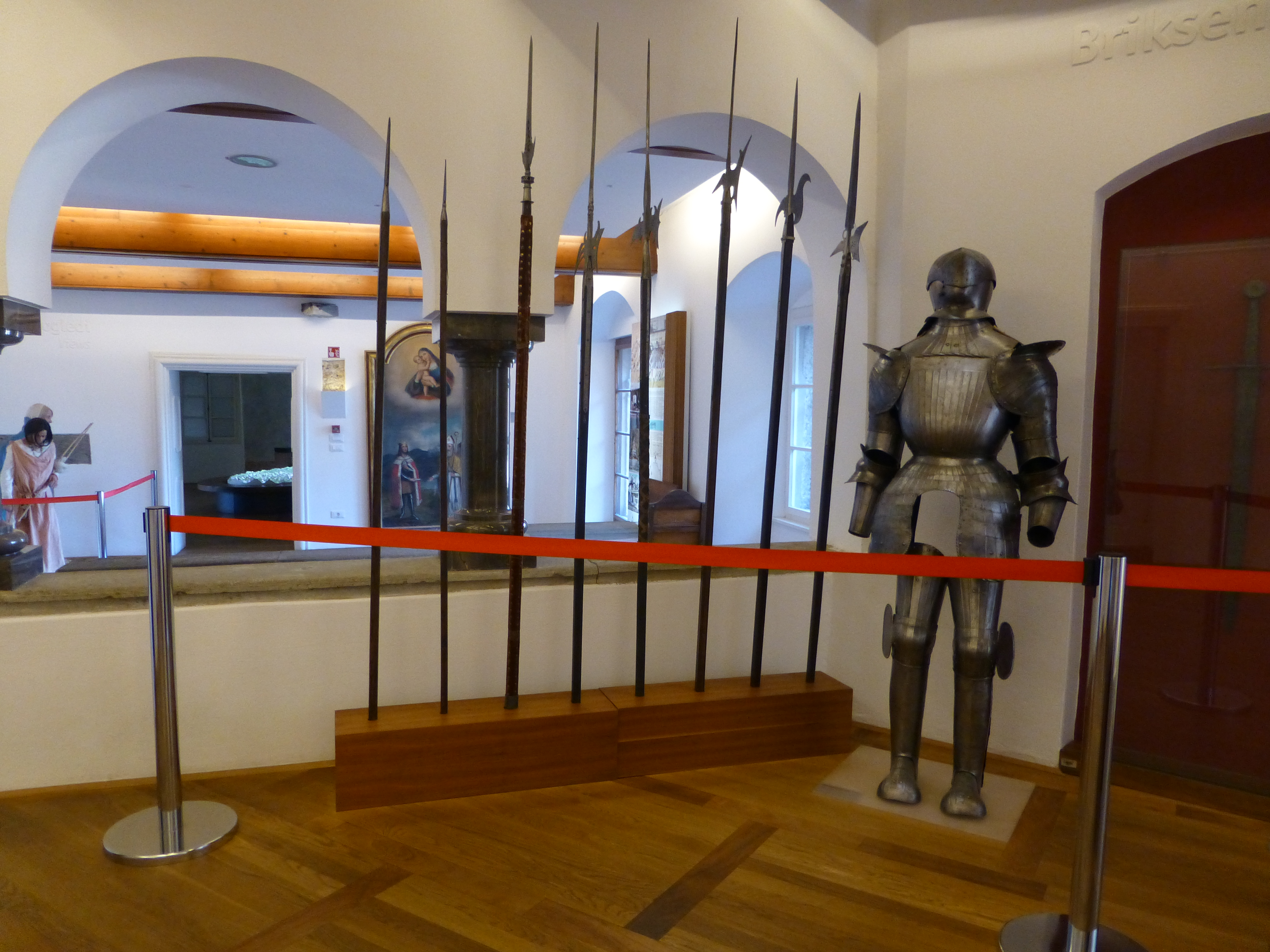